# Udet Flugzeugbau
Udet Flugzeugbau GmbH va ser una empresa fabricant d'aeronaus fundada a l'estiu de 1921 a Múnic per Ernst Udet juntament amb Henry Hans Herrmann i Erich Scheuermann, i finançada per William Pohl. Udet Flugzeugbau dissenyava i construïa avions lleugers esportius i avions comercials, dins de les limitacions del Tractat de Versailles.

## Història
La primera aeronau Udet construïda va ser el monoplaça Udet U 1 dissenyat per Hans Henry Herrmann a l'hivern de 1921/22 amb un motor Haacke HFM-2 de dos cilindres i 30 h.p. Tot i que el buc va ser dissenyat amb dos seients, només es va instal·lar un a causa de la poca potència del motor. El primer vol va tenir lloc el mes de maig de 1922. El model millorat U 2, que estava preparat per ser produït en sèrie a l'hivern de 1922, va ser dissenyat amb dos seients. Tenia una envergadura de 8.9 m, i feia aproximadament 6 m de longitud i portava el mateix motor Haacke que el U 1. Com a mínim es van construir quatre unitats d'aquest tipus. L'1 de gener de 1923 Herrmann va esdevenir oficialment dissenyador en cap d'Udet a Ramersdorf.
L'U 4 tenia les mateixes característiques de disseny del U 2 però anava equipat amb un motor radial Siemens-Halske Sh 4 de 54 h.p. L'U 6 i l'U 10 eren dissenys més refinats. Desenvolupat a l'estiu de 1923 l'U 6 tenia les mateixes dimensions que l'U 4, però estava equipat amb un motor Siemens-Halske Sh 5 de 83 h.p., una barra estabilitzadora sobre el seient del davant i una aleta aerodinàmicament arrodonida.
Amb el model U 10, es van aconseguir alguns èxits en competicions. Aquest també portava el motor Sh 4, però va augmentar la seva envergadura fins als 10,5 m. També es va provar un U 10a amb flotadors de metall lleuger. Es van vendre un total de 10 aeronaus d'aquest tipus.
L'U 5, amb un disseny d'ala alta, va tenir un baix rendiment, però el més gran i fort U 8 va ser utilitzat en el servei regular. La variant U 8b va ser la primera aeronau a Alemanya equipada amb slats. L'ultralleuger U 7 Kolibri utilitzava un motor Douglas de mig litre, tenia 10 m d'envergadura i pesava només 250 kg. Aquest model és conegut pel seu èxit l'any 1924 al Wasserkuppe, no obstant això, només es van construir dues unitats de l'U 7.
Tanmateix, el model més conegut d'Udet va ser l'U 12 Flamingo, que va fer el seu primer vol el 7 d'abril de 1925 i va ser construït també a Àustria, Hongria i els Estats Bàltics.
El model més gran d'aeronau era el quadrimotor U 11 Kondor amb un buc construït en metall, tot i que les ales estaven construïdes en fusta. L'empresa, juntament amb Junkers, Dornier i Rohrbach, eren les úniques que construïen aeronaus metàl·liques a Alemanya en aquells moments.
El fracàs del Kondor va ser una de les raons perquè l'empresa entrés en dificultats financeres. Un últim tipus es va dissenyar l'any 1926, l'hidroavió de flotadors U 13 per participar en una competició marítima. El disseny va patir problemes des de l'inici i Ernst Udet va deixar l'empresa el 1925, seguit a finals de febrer del 1926 per Erich Scheuermann, motiu pel qual Hans Herrmann va prendre temporalment el control de l'empresa. El 24 d'agost de 1926, Udet Flugzeugbau va ser finalment liquidada i els actius restants van passar a mans del govern.
Les restes d'Udet Flugzeugbau GmbH es van fusionar amb Bayerische Flugzeugwerke (BFW) que posteriorment esdevindria Messerschmitt. Una nova fàbrica es va aixecar a Augsburg on es va continuar construint l'U 12 en diverses versions amb el nom de BFW U 12 .

## Aeronaus Udet

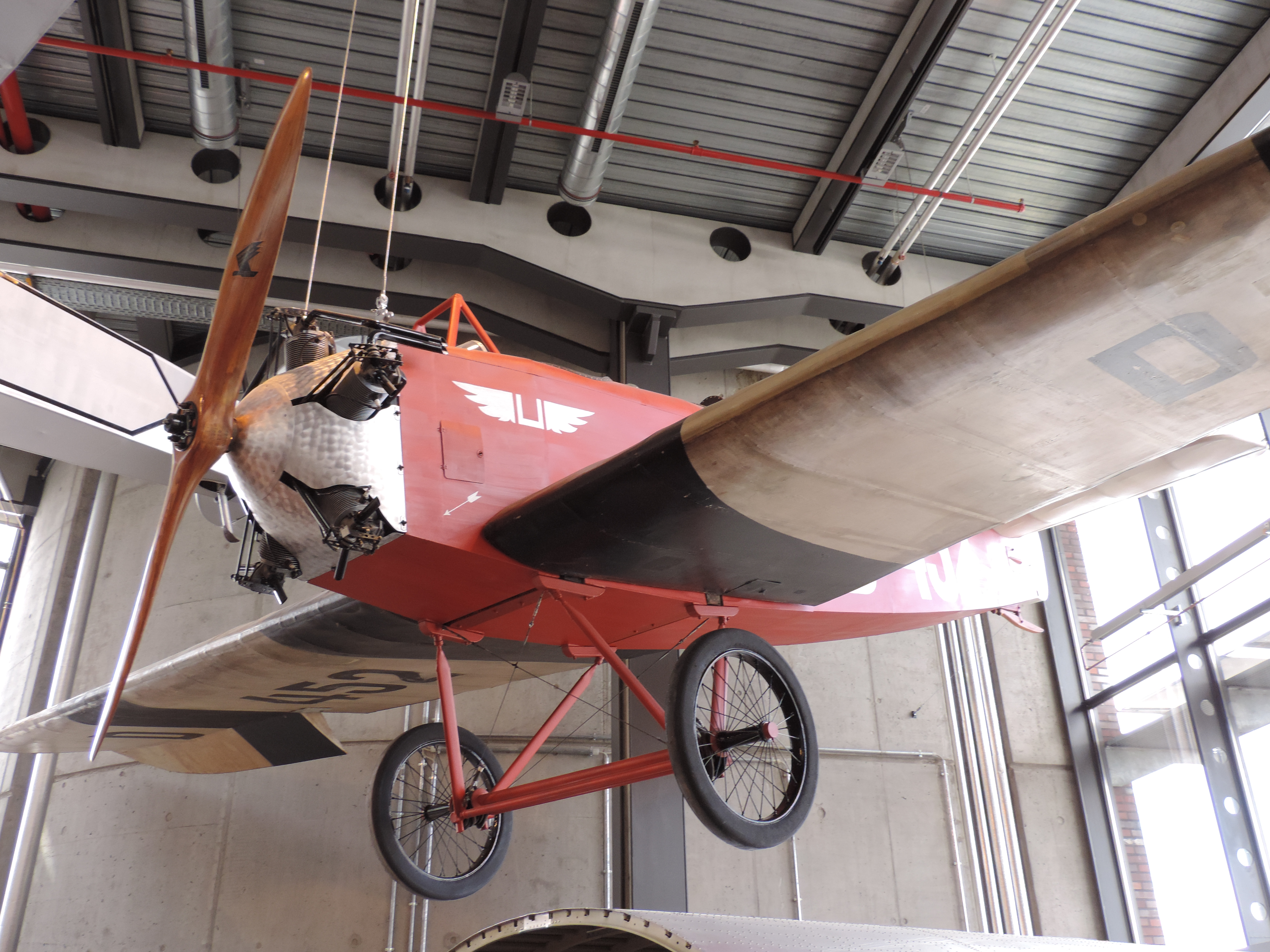
Udet U 10 al Technikmuseum Berlín

- U 1
- U 2
- U 3
- U 4
- U 5
- U 6
- U 7 Kolibiri
- U 8
- U 10
- U 11 Kondor
- U 12 Flamingo
- U 13 Bayern